# Куздар
Куздар (урд. خضدار) је град у Пакистану у покрајини Белуџистан. Према процени из 2006. у граду је живело 149.715 становника.

## Становништво
Према процени, у граду је 2006. живело 149.715 становника.
| 1981.  | 1998.  | 2006.   |
| ------ | ------ | ------- |
| 30.887 | 93.060 | 149.715 |